# General Semantics
General Semantics (dt. allgemeine Semantik) ist ein Jazzalbum des Geof Bradfield / Ben Goldberg / Dana Hall Trio. Die am 30. November und 1. Dezember 2018 im Pro Musica Audio Studio, Chicago, entstandenen Aufnahmen erschienen am 18. September 2020 auf Delmark Records.

## Hintergrund
Die in Chicago aktiven Musiker Geof Bradfield und Dana Hall spielten zuvor häufig zusammen und bauten für ihr Trio-Projekt auf ihrem Zusammenspiel im Trio Bash des Bassisten Clark Summers auf, das mehrere Alben einspielte. Dieses temporäre Trio tauschte nach Ansicht von Kevin Whitehead einen Klarinettisten gegen den Bassisten ein, aber Ben Goldberg übernehme manchmal auch den Bass-Part auf der Kontraaltklarinette.
Das kollaborative Trio aus Ben Goldberg (Klarinette, Kontraaltklarinette), Geof Bradfield (Sopran- und Tenorsaxophone, Bassklarinette) und Dana Hall (Schlagzeug) spielte auf dem Debütalbum für Delmark Records Originalmusik des Trios sowie Interpretationen von Duke Ellington, Cecil Taylor und Hermeto Pascoal. Mit der ungewöhnlichen Instrumentierung – insbesondere dem Fehlen eines Bassisten – versuchten die Musiker, „die traditionellen Instrumentenrollen Begleitung, Improvisation und Interaktion zu überschreiten und Musik zu schaffen, die neben Freiheit und spontaner Improvisation auch Form und Harmonie umfasst.“ Half the Fun, geschrieben von Duke Ellington und Billy Strayhorn, stammt aus dem Ellington-Album Such Sweet Thunder (1957). Air ist eine frühe Komposition von Cecil Taylor, erstmals veröffentlicht auf dem 1960 entstandenen Candid-Album The World of Cecil Taylor; 8 de Agosto stammt von Hermeto Pascoal.
Die Aufnahmen entstanden mit Unterstützung des Chicagoer Departments für kulturelle Angelegenheiten und besondere Ereignisse (DCASE) und eines Forschungs- und Kunststipendiums der Northern Illinois University.

## Titelliste

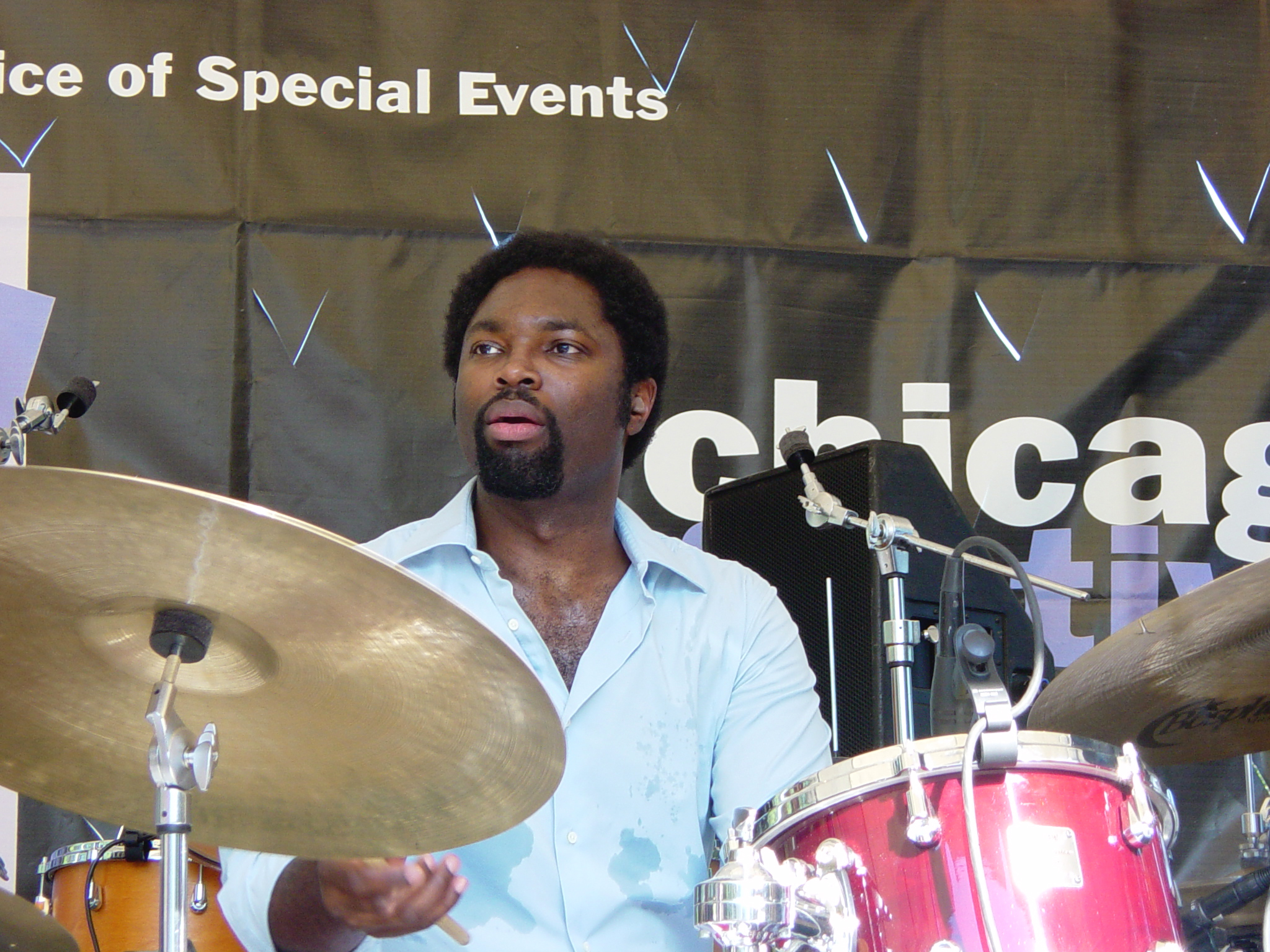
Dana Hall 2006

- Geof Bradfield / Ben Goldberg / Dana Hall Trio – General Semantics (Delmark 5035)
  1. Air (Cecil Taylor) 3:22
  2. Tioga Street Zenith 5:57
  3. Last Important Heartbreak of the Year (Goldberg) 3:54
  4. Lamentation (Goldberg) 5:01
  5. Hit Flip Switch 3:35
  6. General Semantics 3:23
  7. Half the Fun (Duke Ellington and Billy Strayhorn) 5:56
  8. 345 3:46
  9. 8 de Agosto (Hermeto Pascoal) 4:33
  10. He Never Met a Stranger (Bradfield) 5:26
  11. Under and Over 5:15

Sofern nicht anders angegeben, stammen alle Kompositionen von Geof Bradfield, Ben Goldberg und Dana Hall.

## Rezeption
Kevin Whitehead meinte im National Public Radio, die beiden Holzbläser Geof Bradfield und Ben Goldberg hätten zusammen mit Schlagzeuger Dana Hall ein Album mit Humor, Nüchternheit und einem Stück geschaffen, das in einer Minute funky und in der nächsten Kammermusik sei. „Die beiden Holzbläser brachten fünf Instrumente mit, und das Trio hat eine große koloristische und stilistische Bandbreite, auch weil der beeindruckende Schlagzeuger Hall seine Strategien von Stück zu Stück überdenkt, hart swingt, funky wird, was auch immer.“  Geof Bradfield mit seinen Wurzeln in Houston und seinen Forschungen über vergessene Ecken der Jazzgeschichte, Ben Goldberg, der Jazz und Klezmer und Schlagzeuger und Musikethnologe Dana Hall beschäftigten sich mit einer Vielzahl von Jazzbands in oder außerhalb von Chicago. Die Spieler versuchten nichts davon nachzuvollziehen, aber alles komme „in die Suppe“. In Bradfields Never Met a Stranger sei ein Hauch Osteuropas zu hören, in dem er den Basspart auf der Bassklarinette spielt.
General Semantics  zeige, dass skurrile Instrumentierung kein einschränkender Faktor sein müsse, zumindest nicht, wenn man es sich zur Gewohnheit mache, ständig über ihre Möglichkeiten nachzudenken, und genau das täten gute Improvisatoren.
Nach Ansicht von Bill Meyer, der das Album im Chicago Reader rezensierte, sei es nicht unbedingt ein Kompliment, wenn das Wort „akademisch“ auf Jazz angewendet werde, aber diese drei Spieler, die alle an Universitäten unterrichten, machten „Musik, die einen in der Schule halten könnte, bis die Sonne aufgeht.“ Die Bedeutung von General Semantics leite sich aus der kollektiven Auseinandersetzung des Trios mit verschiedenen stilistischen Grundlagen des Jazz ab sowie ihrem Verständnis der Zusammenhänge zwischen verschiedenen Epochen des Jazz. So verliehen sie dem Cecil Taylor-Stück Air eine federleichte Anmut, die mehr an Jimmy Giuffres swingende Konvergenz von Volks- und Kammermusik erinnere als an die abrupte Spielhaltung, die sein Komponist bevorzugt habe. Ein weiteres Goldberg-Original, Lamentation, vereint die Eigenschaften des frühen New-Orleans-Jazz und die optimistische Lyrik der Soulmusik der Mitte des 20. Jahrhunderts. Und ihr Arrangement von „Half the Fun“ erstrecke sich ebenfalls über Jahrzehnte, indem sie die klanglichen Extreme des Post-Ayler-Free-Jazz mit der unverhohlenen Sinnlichkeit vermischen, die seine Komponisten wahrscheinlich im Sinn hatten. Die Transparenz durch die Besetzung der Band mache es besonders leicht, die Virtuosität zu hören, die jeder Musiker auf sein Instrument zeige.
Aaron Cohen lobte in seiner Besprechung des Albums im Down Beat die Energie, die präzisen Kompositionen und die schnellen Denkvorgänge der Gruppe in elf relativ kurzen Abschnitten, die doch eine Vielzahl von Ideen böten. Das Trio betone den Überschwang bei der Präsentation eines Instrumentalarsenals, das von den üblichen kleinen Jazzensembles abweiche, nicht zuletzt das Fehlen eines Akkordankers. Goldbergs Kontra-Alt-Klarinette impliziere den Bass bei einer Aufnahme von Duke Ellingtons Half the Fun. Gleichzeitig vermittle Hall so viele verschiedene melodische Klangfarben wie fünf Holzbläser. Während sie sich gegenseitig durch einige breitgefächerte Interpretationen lenken – einschließlich Cecil Taylors Air – dominiere dabei kein einzelner Spieler.